# 乃々瀬あい
乃々瀬 あい（ののせ あい、2003年1月10日 - ）は、日本のAV女優。DINO所属。

## 略歴
2022年5月、Twitterアカウント利用開始。同年9月にSODもぎたて専属デビュー。翌年2023年2月に4作品目をリリースさせ、企画単体女優として活動を始める。デビュー時から青森県出身、在住であると公表。津軽弁なまりの親しみやすいキャラクターとユニークなSNSのファンサービスで注目を集める。撮影仕事の旅に都心に出てくる出稼ぎスタイル。インタビューでは、母のこともあるので東京に住むことはないと答えている。なお、セックスの話のできるオープンな環境で育ったこともあり、母には職業を告白済み。
2023年に故郷である青森県内に約2000万円で家を建てた（注文住宅）。打合せ時点では実年齢21歳だったため、当初ハウスメーカーに信じてもらえなかったという。
2025年2月発表のNHKと民放キー局のドラマ制作、編成に関わっている300名にアンケートした「今、ドラマに出したい現役セクシー女優」調査第19位。　　

## 人物
芸名の由来
- 元モーニング娘。の高橋愛に似ていたことから「あい」。乃々瀬という苗字は「の」から始まる苗字が柔らかい印象になると考え、数ある候補の中から決められた[5]。

デビューのきっかけ
- 母のために家を建てるという目標を持ち、それなら自分の好きなことで達成したいという想いから、以前から興味があったAV出演を決めた。AV活動については「あなたらしくて良い」と家族に理解されている[6]。

学生時代
- 小学生の頃の夢は女優。[7] 高校は進学校に通い、国語の全国模試では140位内に入ったことがある[8]。
- 「休み時間は腕を組んで黒板を睨みつけるか、机に突っ伏して寝ていた」[9]というさみしい学園生活を過ごしていたが、その一方で15歳の時に当時付き合っていた年上の高校生と初体験を早々と済ましている。[10]
- 彼の実家で性交渉をたびたび行なっていると、あえぎ声が大きすぎたため、相手方の母親に「ちゃんと避妊してもらってる？」と心配される。親指を立て「勿論です」と返答したが、性にはオープンな環境で青春を謳歌していた[10]。

性の目覚めと自慰行為
- 性の目覚めは3歳の頃で、付箋を陰部にペタペタと貼っては剥がすという独特な自慰行為を始めたことがきっかけ[11]。
- 陰部を弄る事が自慰行為であることを自覚すると、指だけでなく、刀のソフビ、きゅうりやナスといった男性器に近い野菜をこすりつけるようになった[12]。
- 小学生3,4年生になると織田信長といった歴史上の偉人を妄想し、それをおかずにした。そのため歴史の勉強も捗り成績も良かった[13]。

性格
- 一見明るく穏やかな性格の持ち主に見えるが「羞恥心は母の子宮に置いてきた」「投石で害獣を駆除する祖父の血を継いでる。だからわたしめちゃくちゃなんだ」 等と、自身の大胆さ、やんちゃぶりを説明している[14]。
- 自身で虚弱体質と公言するが「根性だけは絶対誰にも負けない」という負けず嫌いな一面を持つ[15]。
- 飛行機が大の苦手で、撮影のための移動は常に新幹線。海外旅行の経験がない[16]。

日常生活
- 東京で月10日ほど撮影を済ませ、青森に戻ると休む間もなくアルバイトに励む。「忙しくしてる方が何も考えなくて好き」と金銭の為だけではない事を説明している[17]。

SNS
- 日向ひかげが主催するおじさん構文選手権では、事務所の先輩である香水じゅんに次いで3位に入賞している。

趣味嗜好
- ストレス発散は趣味の一人カラオケ。中森明菜、森高千里、山口百恵のような昭和のアイドルを好んで歌い、時には布袋寅泰のバンビーナも歌う[18]。
- 好きなアーティストはクリープハイプ、Creepy Nuts、AKB48、Mr.Childrenなど[19]。

## 作品

### アダルトDVD
- AVに出演する為に青森から応募してきた、とってもスケベな方言女子!  乃々瀬あい (19) 4か月限定AV debut!!（9月8日、もぎたて）
- 青森から応募してきた、4ヶ月限定のとってもスケベな方言女子! 「こんな経験はじめてだ」 焦らし開発＆イカセまくり超刺激的ポルチオ大絶頂セックス 乃々瀬あい（10月6日 、もぎたて）
- 青森から応募してきた4ヶ月限定とってもスケベな方言女子第3弾 「中サ出すてけろ」 生まれて初めてのナマ中出し 乃々瀬あい（11月10日、もぎたて）

- 青森から応募してきた、4か月間限定のAV体験。たんげスケベな方言女子を朝から晩まで羞恥漬けにするドM開発中出し温泉旅行 乃々瀬あい（2月23日、もぎたて）
- 予約半年待ちリピ率100% 某メンズエステ店 密室 × 密着 イキ過ぎた禁断サービス 12（5月5日、DOC）
- SEXしに東京まで来た女の子 責められたい願望のある津軽訛りの少女と東京観光したあと、ホテルでずっと中出し 青森在住 あい 19歳（6月6日、ナンパJAPAN）
- 乃々瀬あい レズ解禁 百合の天国、女子校で担任の大人の色気に惹かれた私 乃々瀬あい 川上ゆう（6月22日、アイエナジー）
- 青森から上京してきたばかりのバイト先の女子大生と密室で何度も何度もずっと粘着SEXして過ごした日々 乃々瀬あい（7月25日、h.m.p DORAMA）
- 学生時代の電車痴漢オヤジが母親と再婚ー。 その日から来る日も来る日も言いなり制服中出しペットにさせられて…。 乃々瀬あい（8月15日、本中）
- 東北女子の性欲が凄すぎた! ベッドで豹変、ディルドで自ら潮吹く娘。乃々瀬あい（8月15日、S-Cute）※配信作品「あい（scute1398）」のDVD版。
- 素人ナンパ 新大久保でみつけたウブな女子校生に18cmメガチ○ポを素股してもらったら、こんなにヤラしい事になりました。（8月24日、アイエナジー）
- 田舎に帰省した日焼け姪っ子姉妹 乃々瀬あい 姫野らん（8月25日、TMA）
- 2022 : SEX TRAVELLING ALONE 2 カンパニー松尾 Presents ぶらりハメ撮りの旅 2 広島・横浜・青森 ドライブ & ブルース編（8月26日、HMJM）
- 美○女精飲 精子大好き! めちゃカワ眼鏡女子に飲ませ続けた休日（9月7日、SUN）
- 東北から家出してきた田舎女子をマッチング媚薬漬け監禁レ×プ アへイキ痙攣するキメセク肉便器を中出しヤリ捨て 青森在住:あいチャン（10月3日、ワンズファクトリー）
- 制服女子監禁ペット調教 あい ワタシノハジメテハ… ミシラヌオトコ。（10月10日、クリスタル映像）
- 青森ナンパで出会った方言女子 実家で無防備な田舎美少女のイキ潮吹き大絶頂SEX 乃々瀬あい（11月14日、ABC/妄想族）
- アナルのシワの数までハッキリわかる! ノーモザイク連続絶頂アナル見せオナニー 20（11月23日、アイエナジー）

- いつも濡れすぎて困ってる乃々瀬さんは誰もいない夜の学校でクチュクチュ音をたてながらこっそり大好きなオナニーがしたい 乃々瀬あい（1月11日、YONAKA）
- SEXの逸材。素人の衝撃試し撮り VOL.97（1月12日、プレステージ）
- ガチナンパ! 成功報酬100万! 女先輩・童貞後輩! どこまでヤレる? 興奮ガマンHゲーム（1月15日、ピーターズ）
- あいちゃんと酒飲んでセックス!!! 青森系居酒屋でバイトしてる津軽のガチヤリマン娘と泥酔生ハメ乱交! 巨根でガンガン突きまくったら速攻メス堕ちアへ顔アクメ! 乃々瀬あい（1月23日、エムズビデオグループ）
- 同じマンションに住む女の子を連日指入れ痴漢でイキ潮するほど敏感早漏マ○コに開発SP（2月8日、ナチュラルハイ）
- 日焼け跡が残る姪っ子姉妹と中出し性交映像集 4時間（2月23日、TMA）
- チ○ポがふやけるほどのお掃除フェラで何度もおねだりしちゃうドスケベ彼女 乃々瀬あい（3月5日、プラネットプラス/七狗留）
- 逃げても背後からホジくりまくるバック手マンで潮を吹かされ続け屈服する敏感女子大生 2（3月7日、ナチュラルハイ）
- 暇すぎるド田舎の清純美少女が溜まりまくった絶倫性欲を爆発させて没頭する汗だくレズ性交 乃々瀬あい 小野寺舞（3月12日、ビビアン）
- 完全ノーカット 飲尿・浴尿・ぶっかけ全部乗せ グチュグチュに汚されたいドM美少女を連続喉奥絶頂させる溺れイキイラマチオ 乃々瀬あい（3月19日、無垢）
- 処女アルコール漬け強姦事件 【胸糞閲覧注意】陽キャさん、この時代に処女を誘拐アルコール漬けにして、レ〇プしてしまう。 乃々瀬あい（3月19日、ドグマ）
- 地方局女子アナガチナンパ 地上波収録直後に奇跡のAV出演→包茎男子と連続生中出しSEX（3月22日、赤面女子）
- 津軽弁の女の子 転校生あいちゃん 乃々瀬あい（3月26日、レッド）
- シロウト女子図鑑 真正中出しナンパ！ 凄腕ナンパ師のHOWtoトークを完全収録! タダマン狙う男のバイブル! 2 【4人収録全員クソエロかわいい保証】（4月26日、赤面女子）
- 性欲絶倫女子中出しOKアルバイト 乃々瀬あい（5月20日、プラネットプラス/七狗留）
- 盗撮、睡眠輪●、襲撃中出しレ×プ、集団リ×チ… 狙われた新人女子マネージャー。3泊4日、悲惨すぎる地獄のトラウマ合宿。 乃々瀬あい（5月21日、無垢）
- リモバイ不動産 地方から上京してきた真面目すぎるちっぱい女子社員 乃々瀬あい（21）真っ直ぐすぎる性格なので営業成績アップできると羞恥メロメロな提案に即答OK 都内リモバイ トイレフェラ体験 内見野外SEXで限界羞恥!（6月4日、山と空/妄想族）
- 受付嬢in...（脅迫スイートルーム） 乃々瀬あい（6月7日、ドリームチケット）[20]
- あの日からずっと…。 緊縛調教中出しされる制服美少女 乃々瀬あい（6月18日、無垢）
- 乙女の体液にまみれながら何度も射精する真夏のびちゃびちゃドロドロ舐めじゃくり汁だく性交 乃々瀬あい 皆月ひかる（6月18日、エムズビデオグループ）
- 林間昏睡学校-4名-《尊い》純真無垢なJ●さんたちに【合宿クンニ】【性活訓練】【ナイトこっそり生入れハイク】2020年某所 ブレザー厳選 全員中出し睡眠姦（6月18日、山と空/妄想族）
- お口がふやけるまで所構わずいっぱいキスってベロチュウしちゃう? ヨダレだっらだら絡ませる濃厚精子バクぬきちゅっぽん甘ズべ女の中出し性交 乃々瀬あい（6月25日、ダスッ!）
- シロウト女子○生真正中出しナンパ！非ヤリマンの清楚J○を無茶して口説いて生パコGET! 2 【6人収録全員クソエロかわいい保証】プルンプルンの柔らかおっぱい編（6月28日、赤面女子）
- きょう何食べる? 01.自慰自炊編（6月29日、HMJM）
- SNSで話題の褒め活女子にSEXも全力で褒めてもらいました! 街中で褒め活している青森から出てきたばかりの宿なしネカフェ難民娘に宿を提供する代わりにハメ撮り!（7月2日、ナンパJAPAN）
- 嫁の連れ子をイラマチオ! ゴミ部屋に引きこもる反抗期の義娘を失禁するまで喉奥ピストン 乃々瀬あい（7月16日、MOODYZ）
- 最強属性 65 乃々瀬あい（7月19日、最強属性）
- ビーチにいた水着美女に濃厚精子を大量ぶっかけ! 怒涛の即フェラ顔面口内どぴゅぴゅ射精ラッシュ! 真夏の陽気でいつもより大胆な濃厚フェラチオかます素人ビキニギャル10名（7月23日、S級素人）
- スポ根ブルマ娘 運動音痴な女子の性力を鍛え上げる中出しエクササイズ（7月25日、フェチ眼）
- 祝2024年夏! 花火大会に参加する浴衣女子限定 羞恥野球拳対決 素人女子大生4名収録（7月26日、赤面女子）
- 行きつけの定食屋で働く地味な女の子は性欲強めで会う度に毎回セックスをねだってくるんです。 乃々瀬あい（8月6日、アタッカーズ）
- 同棲中のラブラブカップル限定ww 「彼氏の隣で女性用風俗体験してみませんか!?」 ネている彼ピの至近距離で風俗デビュー（＾＾；）2 イケメンセラピストの神テク性感マッサージが気持ち良すぎて理性崩壊オーガズム!! 「ちん○ん…挿入れてほしいかも…」好きピがいるのに裏オプ求めて生挿入NTR中出しSEX!?（8月9日、赤面女子）
- 【着床確定】絶対孕ませたる!! 子宮直撃マングリ中出しでメスガキを分からせる 乃々瀬あい（8月20日、本中）
- 美少女の女体で学ぶ性教育 うぶな勉強好きの娘が自らの乳房・女性器・肛門を使ってアナタに解説（8月22日、フェチ眼）
- 抜けるポーズが必ず見つかる! 女子〇生パンチラエロポーズ図鑑（8月22日、フェチ眼）
- ぬちゃぬちゃヌルヌル…ドピュドピュピュ～っ!! 真夏の水着ギャルが生おま〇こでオイル素股コキ! エチエチ見つめて極限まで焦らされキンタマ空っぽになるまで精子搾取!（8月27日、S級素人）
- ハニカミ接吻旅行 旅行中ずっとキスしたら…もっと好きになって離れられなくなりました。ベロを絡ませ身体を重ねた1泊2日の恋人デート 乃々瀬あい 有加里ののか（10月24日、凸凹はぁと）
- 塩対応パ●活生意気娘を徹底制裁！ バックで突いてる途中でゴム外して生で挿れた途端に感じまくり！何度イっても絶対止めない高速ピストン！中出し！乃々瀬あい（11月21日、アイエナRISING）

- 「私…2072年の津軽からきました…」 未来人あいちゃん 乃々瀬あい（1月28日、レッド）

### アダルトVR
- 青森弁がクセ強のバイト先の先輩と終電逃して一晩過ごすことに…ほろ酔いになってチューしまくり中出しSEX 乃々瀬あい（4月20日、SODクリエイト）
- 相思相愛なデレデレ同級生彼女とプールの授業を抜け出して、濡れ髪、濡れボディのまま間近でクッソかわいい幼な顔を感じながら、キスしまくり青春スク水えっち。 乃々瀬あい（5月4日、SODクリエイト）

### アダルト配信
- あい(18) 帰宅部【現○A県立高○3○生】【方言女子】【汚れを知らない美乳&桃美尻】【最長15秒間止まらない潮吹き】【連続イクイク絶頂アクメ→膣内発射】【ぴたぴたスクール水着】【生まれたて小鹿級の痙攣】（4月20日、しろうとまんまん）
- 早熟 × 訛り × ドM × スレンダー × 極寒 × 二十歳 × パッション!! 青森在住のおぼこい顔立ちと華奢なカラダの妄想ドM少女が語る裸の歴史と凄まじい情熱セックス。青森で生まれ育った彼女は「オナニーは3歳から始めて、小学生高学年では織田信長の肖像画でヌイて、初体験は従兄弟と14歳で」という超早熟で●教プレイを好んで見ていた彼女は次第にM女に憧れを抱く。そんなM願望を持った彼女は、セックスそのものに目覚め、よりディープな性を求めていた。そんな彼女とのハメ撮りは「激しくイジメられたい」と言うので最初からビンタ! さらにスパンキングや言葉責めでどんどん没入し、自らイラマチオして鏡の前の立ちバックから激アツピストンで昇天。さらに「なんでもして! なんでも好き!」と吠えまくリ & イキまくりで我慢できずに潮吹きお漏らし。12月、極寒の青森、故郷と思い出の土地が交錯し、2人は未来の約束をして別れる。意外にも青森の街は寒くなかった。 ＃本気でイッてる女を見たくないか? ＃りんご色に染まる白い肌 ＃早く大人になった少女のやらしい顔 ＃おまんこから滲み出る本気汁 ＃痙攣が止まらない ＃ 故郷＝裸の自分、青森＝始まりの場所 ＃先の見えない僕らが生きる道 ＃ホタテの貝焼き味噌を頂く あい (20)（5月4日、こりゃヌケる!）
- あい (bbh006)（5月11日、ぶらりハメ撮りの旅）
- 「青森の男じゃ物足りない!」 オジサンとセックスがしたいがためだけに単身上京ブチかましてきた東北の淫乱田舎娘に、東京土産として怒涛の2発特濃ザーメン中出し!【のの(1●)】（5月28日、しろうとまんまん）
- マジ軟派、初撮。 1930 あい 20歳 美容系の専門学生 (カフェバイト)  青森訛りの清純派と見せかけて…彼氏と遠距離中にセフレ作って遊んでるスケベ娘! 東京色に染まったいやらしい体は手マンでもチ●ポでも潮吹きが止まらずイキッぱなし! おまけにスパンキングで悦ぶM体質で…（6月19日、ナンパTV）
- 青森から上京したてのハタチの田舎娘と東京観光! 純朴な青森弁なのに、SEXでガチ痙攣イキ&ガンギマリの衝撃!!  「初体験は●●●」「13歳からSEXに勤しんでいた」などなど衝撃的すぎる性遍歴も超必見!!：今日、会社サボりませんか? in下北沢 あいちゃん 20歳 ドッグトレーナー（7月10日、ナンパTV）
- 【青森美少女】【新人ガイド】就職したばかりの新人バスガイドさんが登場!! 応募理由が故郷の青森にいる両親に『家をプレゼントする』なんとも親孝行な娘なんでしょう(泣)【敏感体質】【大量潮吹き】彼女の気持ちよくガイドしていきましょうw とっても敏感な彼女は絶頂を迎えると、ものすごい潮吹きでビシャビシャ♪ 可愛い顔からは想像できないぐらいの乱れっぷり♪ キュートなボディで極限までイキまくるSEXを見逃すな! あい 20歳 バスガイド（7月18日、ARA）
- あい (scute1398)（7月21日、S-Cute）
- あい (hmdnc631)（7月22日、ハメドリネットワークSecondEdition）
- 【マン汁大洪水】手マンで散々潮吹きしたにもかかわらずセックスでまだまだ漏れ出てくる。ホテルの床にマン汁海峡を作る青森美人。 ネットでAV応募→AV体験撮影 2007 あい 20歳 大学生（7月26日、シロウトTV）
- ののか (erofc218)（12月14日、恋愛カノジョ）
- あい(仮名) / ワケあって顔出しNGな女の子 / ハメ潮スレンダー（12月30日、なまなま.net）

- すみれ (endx467)（1月12日、E★ナンパDX）
- あみ（1月20日、日払いちゃん）
- あい (ddh211)（1月23日、ドキュメント de ハメハメ）
- あい (refuck063)（2月23日、Re:Fuck）
- Nさん (smuw018)（2月27日、素人ムクムク-W-）
- 乃々瀬アナ (oreco636)（3月9日、俺の素人-Z-）
- 乃々瀬（4月3日、素人ペイペイ）
- あい (oreco682)（4月21日、俺の素人-Z-）
- あい (oreco744)（6月19日、俺の素人-Z-）
- あい (spay436)（7月2日、素人ペイペイ）
- ののせちゃん (hmdnc723)（7月24日、ハメドリネットワークSecondEdition）
- あいちゃん (oreco786)（7月25日、俺の素人-Z-）
- 方言いなか学生 同志025（7月26日、アシグモ）
- AI (oremo222)（8月3日、俺の素人-Z-）
- あい (oreco792)（8月3日、俺の素人-Z-）

## 出演
ラジオ
- NACK5 ラジオのアナ ~ラジアナ~　(2022年9月1日、9月8日、FM NACK5）

Youtube
- でぃのチャン【乃々瀬あい】A◯女優になった理由は？A◯で家を建てるとは!?(2022年08月12日)
- でぃのチャン 乃々瀬あい - カブトムシ feat.マネージャー / THE FIRST TAKE (2022年08月24日)
- でぃのチャン 【乃々瀬あい】デビュー作A○撮影現場の裏側や失敗談を暴露します！(2022年08月26日)
- でぃのチャン  【削除覚悟】極太チョコアイスをフ○ラみたいに舐める・・・ (2022年09月09日)
- でぃのチャン 【パ◯チラ注意】キャップチャレンジしたら丸見えでやばい... (2022年09月16日)
- でぃのチャン  【斉藤さん】新人女優が売名したら男の仕返しがヤバすぎたwww (2022年09月30日)
- でぃのチャン  【検証】工口すぎる言葉を津軽弁にすれば誰も興奮しない説  (2022年10月07日)
- 男子のたまり場Guysのゆう 【18禁】新人AV女優 乃々瀬あいが生で語る「香水じゅん」 (2022年09月26日)
- 男子のたまり場Guysのゆう 【18禁】新人AV女優「乃々瀬あい」を公開生質問責め (2022年09月27日)
- 男子のたまり場Guysのゆう セクシー女優に人生相談（乃々瀬あい先生）ガイズ相談室  (2023年01月28日)
- リボルバーチャンネル 青森県在住の田舎少女のあいさんを丸裸にしちゃいました。 (2022年09月29日)
- SOFT ON DEMAND 🍎乃々瀬あいちゃんネットサイン会🍎 (2022年10月14日)
- SOFT ON DEMAND エ♡チすぎる青森娘　乃々瀬あいちゃんの青森弁講座してもらったら予想以上にエロかった (2022年11月15日)

## 書籍

### デジタル写真集
- プレミアムヌードシリーズ 乃々瀬あい ノーザンガール 週刊現代デジタル写真集（2023年3月18日、講談社、撮影：福島裕二）
- プレミアムヌードシリーズ 乃々瀬あい へばねー 週刊現代デジタル写真集（2023年3月18日、講談社、撮影：福島裕二）

### 雑誌
- 月刊ソフト・オン・デマンド10月号 VOL.37（ソフト・オン・デマンド）
- 月刊FANZA 2022年11月号（ジーオーティー）